# Masakry w Machecoul

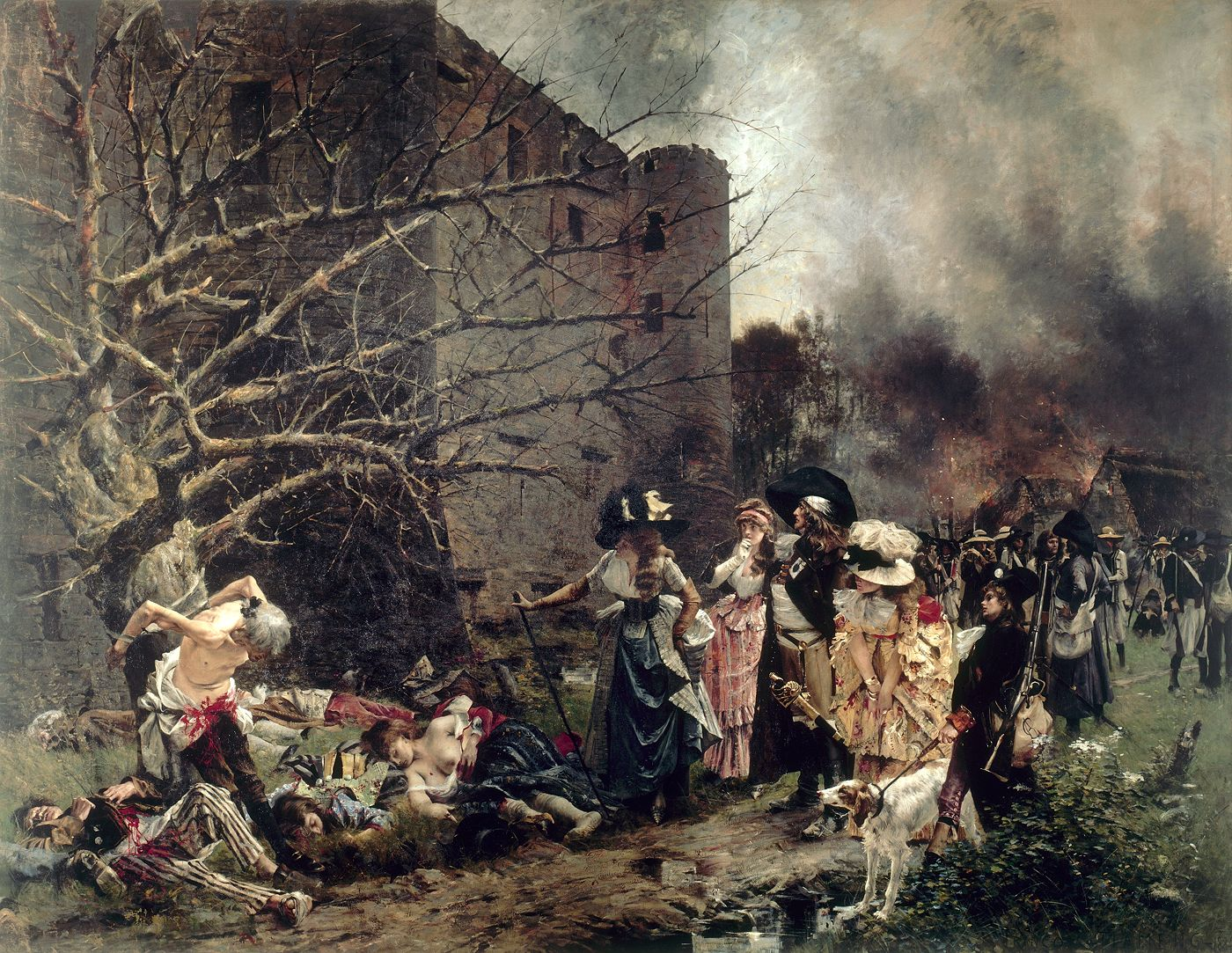
François Flameng, Masakra w Machecoul

Masakry w Machecoul – mordy na bogatych mieszczanach, kupcach i republikanach z miasta Machecoul (departament Loire-Inférieure, obecnie Loire-Atlantique) dokonane przez rojalistycznych powstańców wandejskich w marcu i kwietniu 1793. 

## Chronologia wydarzeń

### Pierwsza masakra
Niedziela 10 marca 1793 była ustalonym wcześniej terminem zbiórki dla rojalistów, którzy zaczęli kierować się do wyznaczonych punktów. Kilka oddziałów, złożonych głównie z chłopów, zaczęło formować się również w okolicach Machecoul. Na dowódców grup tworzących się w regionie wyznaczono byłego kapitana kawalerii de Couëtusa, trzech braci de Robrie, lekarza Dargenta oraz Josepha de Flamenga. Zdecydowali oni o podjęciu marszu na Machecoul, które zostało zajęte dzień później po zażartej walce z miejscowym oddziałem Gwardii Narodowej dowodzonym przez porucznika Simonisa. Tłum napastników, do których dołączyli mieszkańcy ubogiego przedmieścia Sainte-Croix, ruszył w kierunku dzielnicy zamieszkanej przez zamożnych kupców. Wandejczycy ustanowili również nową władzę w mieście, nazwaną Komitetem Królewskim, na czele której stanął René Souchu, były poborca podatkowy. Souchu przejął faktyczną kontrolę nad poczynaniami powstańców, odsuwając od realnego kierownictwa wybranych wcześniej przywódców. Jeszcze tego samego dnia, za przyzwoleniem Komitetu czy wręcz jego zachętą, chłopi i miejska biedota zabili od kilkudziesięciu do kilkuset republikanów, jak również bogatszych obywateli miasta oraz konstytucyjnego księdza nazwiskiem Letort. Machecoul stało się ważnym ośrodkiem powstańczym. 

### Druga masakra
Do drugiej rzezi republikanów w Machecoul doszło po egzekucjach powstańców wandejskich w Pornic, jakie nastąpiły po zwycięskiej dla republikanów potyczce z oddziałem rojalistów. Wśród 250 straconych było wielu byłych mieszkańców Machecoul i okolic, w tym uczestników pierwszej masakry, którzy opuścili miasto, by nadal brać aktywny udział w walce. Nadal stojący na czele Komitetu Souchu zdecydował o zatrzymaniu w odwecie dalszych kilkuset podejrzanych o sympatie republikańskie. Choć nie wszyscy powstańcy domagali się ich uśmiercenia (niektórzy żądali jedynie uwięzienia republikanów jako zakładników), ci z nich, którym nie udało się w ogólnym zamieszaniu uciec z Machecoul, zostali 5 kwietnia zaprowadzeni na dziedziniec miejscowego zamku, skuci łańcuchami, a następnie zastrzeleni lub zabici pikami. W odróżnieniu od pierwszej masakry, kiedy obok ideologicznego motywu mordu pojawiał się również motyw czysto finansowy (mordowanie osób bogatych lub tych, u których uczestnicy masakry byli zadłużeni), w kwietniowej masakrze ginęli wyłącznie podejrzani o poparcie dla rewolucji. Dopiero w miesiąc później oddział republikański pod dowództwem Beyssera przejął na nowo kontrolę nad miastem. Z członków Komitetu udało się znaleźć jedynie Souchu, który, zadenuncjowany, został skazany na śmierć i ścięty toporem. 

## Liczba ofiar
Nie udało się ustalić dokładnej liczby wszystkich zabitych w Machecoul. Urzędnik z pobliskiego Montaigu, Goupilleau, podawał liczbę 575 ofiar, której jednak nie uzasadniał żadnymi źródłami.
Wg francuskiego historyka Reynalda Sechera "Dziś przyjmuje się, że rojaliści zabili tam ok. 40–50 osób. Była to odpowiedź na masowe zabójstwo, które republikanie dwa dni wcześniej urządzili w miejscowości Pornic. Mord w Machecoul był absolutnym wyjątkiem, jeżeli chodzi o działania powstańców, u republikanów takie masakry były normą"